# Raymore (Missouri)
Pour les articles homonymes, voir Raymore.
Raymore est une ville américaine située dans le comté de Cass, dans le Missouri.
Selon le recensement de 2010, Raymore compte 19 206 habitants. La municipalité s'étend sur 17,75 milles carrés (45,97 km2), dont 17,58 milles carrés (45,53 km2) de terres.